# Пеанг-Мет, Гаффар
Гаффар Пеанг-Мет (кхмер. ហ្គាហ្វារ ពាងម៉េត, англ. Gaffar Peang-Meth; 25 апреля 1944, Пномпень) — камбоджийский политический активист, республиканец, антикоммунист. Этнический чам. В первой половине 1970-х — сотрудник посольства Кхмерской Республики в США. В 1980-х активно участвовал в военно-политической борьбе против коммунистического режима НРК. Был заместителем начальника штаба Вооружённых сила национального освобождения кхмерского народа, состоял в руководстве и являлся пресс-секретарём Национального фронта освобождения кхмерского народа. Эмигрировал в США, преподавал политологию в Гуамском университете.

## Происхождение и образование
Родился в пномпеньском районе Руссеи Кео (кхмер. ឬស្សីកែវ) в семье чамов. При рождении получил имя Абдул Гаффар Пеанг-Мет. Отец Абдула Гаффара — Пеанг Мет — был предпринимателем, придерживался либеральных политических взглядов и являлся влиятельным деятелем Демократической партии. С подросткового возраста Абдул Гаффар вовлекался в политическую жизнь.
Образование получил в США. По собственным воспоминаниям, поначалу выбирал между учёбой в США и в СССР, поскольку был впечатлён запуском советского спутника в 1957. Регулярно, даже в США, читал журнал Советская жизнь.

В тихом консервативном городке штата Огайо я, должно быть, походил на коммуниста. Но никто не преследовал меня за такие взгляды. Наоборот, учителя истории поощряли открыто высказывать свое мнение.

Гаффар Пеанг-Мет

В 1967 Получил степень бакалавра политических наук в Hiram Colledge (Огайо), с 1969 — магистр Джорджтаунского университета (Вашингтон). С 1980 — доктор философии по политическим наукам Мичиганского университета. Защитил диссертацию Cambodia and the United Nations: Comparative Foreign Policies Under Four Regimes — Камбоджа и Объединённые Нации: сравнение внешней политики при четырёх режимах.
В США Абдул Гаффар Пеанг-Мет (в детстве и юности — убеждённый монархист, поклонявшийся Нородому Сиануку) проникся идеями республики и демократии, был сторонником Джона Кеннеди.

## Республиканский активист
В 1970 году Пеанг-Мет поддержал государственный переворот и создание Кхмерской Республики. Встречался с Сон Нгок Тханем незадолго до его назначения премьер-министром. В 1973—1975 Пеанг-Мет являлся пресс-атташе посольства Кхмерской Республики в США. Считал, что режим генерала Лон Нола защищает республиканский строй и даёт отпор коммунистическим силам — Красным кхмерам и северовьетнамской интервенции.

Возможно, это выглядело наивно, когда кхмерский Давид противостоял вьетнамскому Голиафу в то время, как американцы предпочитали торговать национальным суверенитетом, поскольку политический ветер благоприятствовал коммунистам. Но кхмеры давали отпор вьетнамским оккупационным силам во имя республиканских идеалов.

Гаффар Пеанг-Мет

Абдул Гаффар Пеанг-Мет был решительным противником полпотовского режима Демократической Кампучии. Его отец был расстрелян «красными кхмерами», мать умерла от голода в трудовом лагере. Находясь в эмиграции, Пеанг-Мет разоблачал террор и геноцид «Красных кхмеров». Не принял он и режим НРК во главе с Хенг Самрином, установленный в январе 1979 в результате вьетнамской интервенции.

## В антикоммунистическом сопротивлении
В 1980 году Абдул Гаффар Пеанг-Мет прибыл в Таиланд и вступил в Национальный фронт освобождения кхмерского народа (KPNLF), возглавляемый Сон Санном. Участвовал в создании Вооружённых сил национального освобождения кхмерского народа (KPNLAF). Был зачислен в отдел политической подготовки, являлся заместителем начальника штаба KPNLAF. Вместе с генералом Дьен Делем длительное время находился в беженских лагерях. Помогал формировать вооружённые отряды камбоджийских антикоммунистов, участвовал в боестолкновениях.

Для каждого добровольца существовало жесткое правило, которое мне не казалось особенно мудрым: «Глаза даны, чтобы видеть; уши даны, чтобы слышать, — так смотри и слушай! Рот держи закрытым, говорить можешь только после того, как увидел и услышал достаточно для верной мысли. Тогда можешь раскрыть рот, но прежде чем что-то заявить, задай вопрос». Представьте, каково это было для меня. При докторской-то степени в политологии. Но: «Прими порядок, тогда примут во фронт» — это был закон для всех добровольцев.

Меня назначили заместителем генерального секретаря фронта. Я стал членом исполнительного комитета из семи человек, который управлял KPNLF. Отвечал за внешние связи. Был одним из трех представителей KPNLF в трехсторонних переговорах — KPNLF, красные кхмеры, сианукисты — о создании Коалиционного правительства Демократической Кампучии.

В рамках CGDK действовали два трехсторонних совещания: политическое и военное. В политическом совещании президент Сианук, премьер-министр Сон Санн и министр иностранных дел Кхиеу Самфан обсуждали общую стратегию борьбы против Вьетнама. В военном совещании участвовали генерал Сак Сутсакан (или я) от KPNLAF, генерал Теап Бен от ANS и Сон Сен от красных кхмеров.

Гаффар Пеанг-Мет

Выступал за активные наступательные действия:

Положение в Камбодже созревает для восстания. Мы должны выдвинуть как можно больше войск.

Абдул Гаффар Пеанг-Мет, январь 1986

В начале 1986 года Пеанг-Мет примкнул к группе полевых командиров во главе с Сак Сутсаканом, которые предъявили претензии Сон Санну, возлагая на политического лидера ответственность за военные поражения предшествовавшего периода. Сон Санна обвиняли в некомпетентном вмешательстве в военные вопросы, нежелании координировать удары по противнику с Сиануком и его сторонниками, а также в авторитарном стиле руководства. Пеанг-Мет предлагал распределять американскую помощь между всеми некоммунистическими организациями сопротивления.

## В послевоенный период
В 1989 году, когда начался вывод из Камбоджи вьетнамских войск и процесс политического урегулирования, Пеанг-Мет вернулся в США. После проведения свободных выборов в 1993 году и восстановления Королевства Камбоджа Пеанг-Мет не принял и новый режим. Причина состояла в том, что сильные позиции во власти сохранили бывшие коммунисты во главе с Хун Сеном.
Преподавал политические науки в Университете Джонса Хопкинса (1990), затем в Гуамском университете (1991—2004). С 2004 года на пенсии. Носит имя Гаффар Пеанг-Мет.
Публикует работы по камбоджийской истории последней трети XX века, в которых выступает сторонником Кхмерской Республики. Характеризует события 1970 года как «восстание кхмерского народа». Критикует при этом Сианука, жёстко осуждает «Красных кхмеров».
Гаффар Пеанг-Мет резко критикует камбоджийские власти Хун Сена за авторитаризм, искажения истории, экономическую некомпетентность, коррупцию, тайные сговоры с бывшими полпотовцами, социальную несправедливость. Поддержал протесты в Камбодже 2013—2014 и призвал демократическую оппозицию выдвинуть новых лидеров и сформулировать программу национального строительства. Выступает с позиций республиканской демократии.

И сегодня есть кхмерская молодёжь, которая верит в республику, помнит и ценит тех, кто погиб во имя гуманизма и республиканизма. Некоторые молодые кхмеры подняли республиканский флаг и продвигаются вперед. Я привержен республиканским идеалам по сей день.

Гаффар Пеанг-Мет

В октябре 2015 года Гаффар Пеанг-Мет принял участие в конференции камбоджийского оппозиционного движения Khmer M’Chas Srok (Кхмеры – хозяева своей страны, KMS).

## Публичные выступления
В 2011 году профессор Клермонтского университета (Калифорния) Соватана Соком издала исследование работ Гаффара Пеанг-Мета What Is Your Ten Minutes Worth? Selected Political Writings of Professor Gaffar Peang-Meth. Доходы от продажи книги направлены на развитие социальных наук в Камбодже — «в интересах мира, безопасности, демократии и экономического подъёма кхмерской родины»..
Гаффар Пеанг-Мет часто публикуется в специализированных изданиях, размещает видеоматериалы. В июне 2016 Пеанг-Мет дал обширное интервью петербургской редакции российской Новой газеты.

## Семья
Гаффар Пеанг-Мет женат, имеет трёх сыновей и семерых внуков. В настоящее время проживает в США.